# Tecution mellissii
Tecution mellissii is een spinnensoort uit de familie van de Cheiracanthiidae.
De wetenschappelijke naam van de soort werd in 1873 als Cheiracanthium mellissii gepubliceerd door Octavius Pickard-Cambridge.